# Arroyo del Sauce (Arroyo Conventos)
El Arroyo del Sauce  es un pequeño curso de agua uruguayo, ubicado en el departamento de Cerro Largo, perteneciente a la cuenca hidrográfica de la laguna Merín. Nace en la Cuchilla Grande, y desemboca en el arroyo Conventos, cerca de la ciudad de Melo.